# Joventut Valencianista

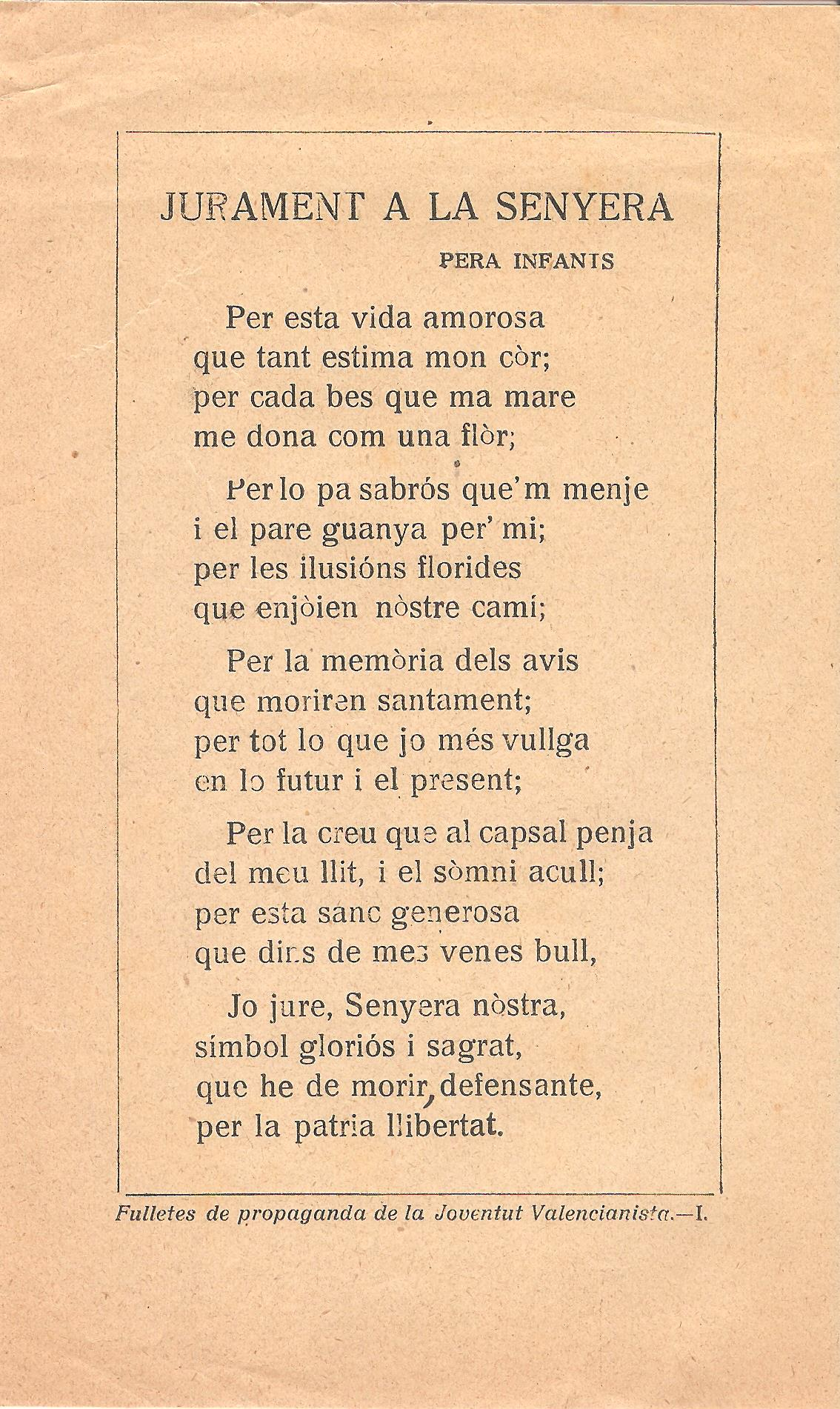
Hoja suelta con un poema dedicado a la Senyera.

Joventut Valencianista (JV) fue el primer grupo abiertamente nacionalista de la actual Comunidad Valenciana. Fue fundado en 1908 por sectores juveniles escindidos de Valencia Nova, entonces llamada Centre Regionalista Valencià, e intentando emular a la Solidaridad Catalana. En Joventut Valencianista participaron Miquel Duran, Mariano Ferrandis, Salvador Ferrandis i Luna, Enric Navarro i Borràs, Adolf Pizcueta, Vicent Tomàs i Martí, Ignacio Villalonga, Eduardo Martínez Sabater y Jacint Maria Mustieles. Su objetivo era valencianizar los partidos políticos existentes, sin conseguirlo.

## Historia

### Inicios (1908-1913)
La primera noticia de que se estaba formando en el seno de Valencia Nova una «Joventut Regionalista» apareció el 19 de julio de 1907 en el periódico quincenal de la sociedad (del mismo nombre). En ella se decía que se estaban «ultimando los trabajos para formar una Joventut Regionalista dentro de nuestra entidad que, juzgando por los entusiasmos que animan a los organizadores, será muy numerosa y dispuesta a comenzar la propaganda del regionalismo por toda la región». Al mes siguiente en la misma publicación se anunciaba la inminente aparición de Lo Crit de la Pàtria, «semanario autonómico ilustrado, órgano de la Joventut Regionalista Valenciana». Uno de sus impulsores, el poeta Daniel Martínez Ferrando, recordaría años más tarde el impacto que tuvo la irrupción de la Joventut Valencianista, «entusiàstica, romàntica i generosa»: «Nos multiplicamos de tal manera, que dábamos la impresión de que éramos muchos. Las autoridades, que no nos acababan de comprender, estaban desorientadas. ¿De dónde había salido todo eso? ¿Qué nos proponíamos?».
En marzo de 1909, al año siguiente de su fundación, el presidente de la Joventut Valencianista, el doctor Espinosa Ventura, pronunció una conferencia titulada «Nacionalitat Valenciana. Concepte d'esta qüestió», que según la amplia reseña del diario conservador Las Provincias, «los aplausos... debieron demostrarle la complacencia con que le había oído aquel público, al que ya no asusta... la palabra Nacionalidad». A falta de medios escritos otros miembros de la organización también recurrieron a las conferencias para difundir sus ideas, como Miquel Duran, que la tituló «Cultura Catalana», o Daniel Martínez Ferrando, que habló sobre «Iberisme».
En 1913 valencianos residentes en Barcelona constituían allí una rama de la Joventut Valencianista, llegando a tener un periódico propio. Uno de los fundadores de la Joventut Valencianista en Valencia, el poeta Jacint Maria Mustieles, le dedicó un elogioso artículo en Las Provincias publicado el 6 de junio de 1913 con el título «En el ambiente valencianista»:

Yo me he sentido revivir con ellos en los días de esperanza y de ilusión en que unos cuantos comenzamos la lucha unida en asociación de igual nombre que éstos, con el mismo lema y con los mismos anhelos, aquella Joventut Valencianista que no pudo llegar al periódico y que la indiferencia de la masa y el despego o el temor infundado de los otros deshizo pronto... Y me he sentido joven entre éstos, nuevamente joven, como currado de la vejez, de la lucha desigual y más valencianista que nunca.

### Refundación (1914-1923)

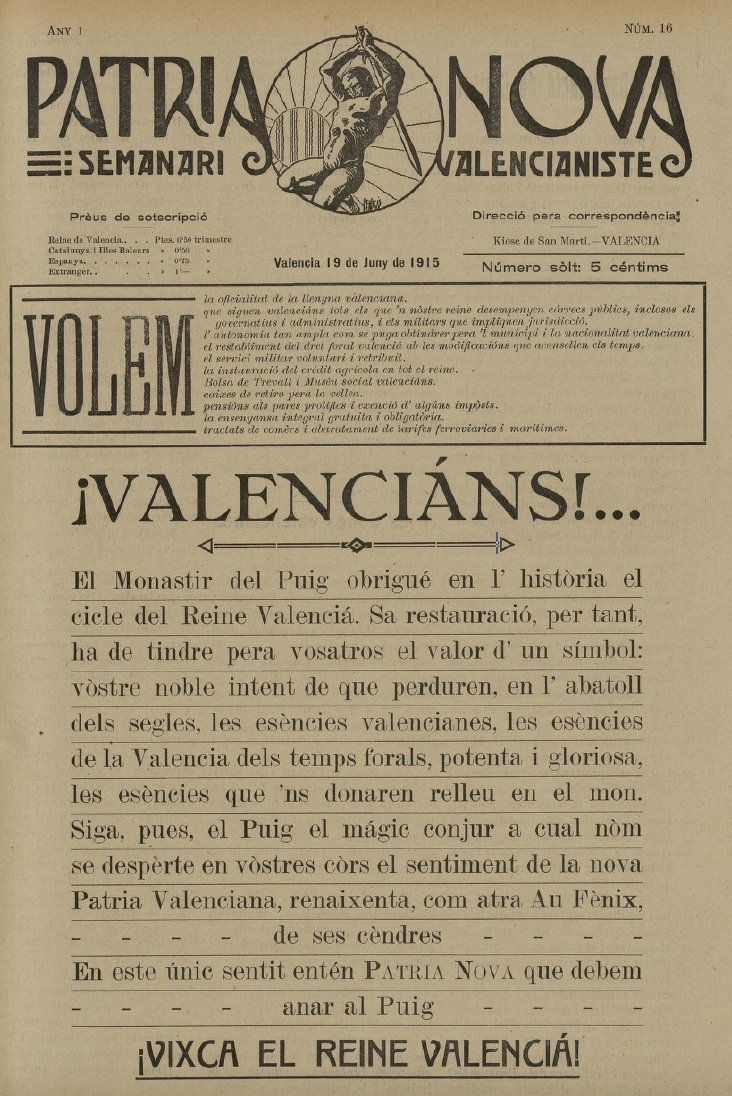
Portada del número 16 del semanario Pàtria Nova. En todos y cada uno de los veintitrés números de la su primera época aparecieron en la portada los once puntos que constituían el programa de Joventut Valencianista.

En 1914 se refundó y publicó un Manifiesto en las páginas de La Voz de Valencia el 26 de abril de ese año. En él se decía (en valenciano) que el fin principal de la Joventut Valencianista era «trabajar valientemente por el despertar de la región valenciana, robusteciendo su personalidad... y cuanto sea distintivo de la misma», «convencidos de que del trabajo y avance particular de cada una [de las regiones que constituyen la nación española] depende el progreso del todo nacional; convencidos de que solo el cultivo intenso de esa individualidad de las energías nacionales puede salvar a la patria común de la postración en que se encuentra».
Tres meses después, el 26 de julio, celebraba un «Acte d'Afirmació Valencianista» ('Acto de Afirmación Valencianista') en el Teatro Eslava de Valencia, convocado por las dos ramas de la Joventut, la de Valencia y la de Barcelona (esta última hizo un llamamiento en el que decía: «Hermanos de la región valenciana: Cualquiera que sea el pensar y sentir vuestro, debéis todos contribuir y cooperar en la acción que se realiza en nuestra tierra en pro de nuestras reivindicaciones regionales. Por eso, esta Joventut Valencianista, cuyo único anhelo es el resurgimiento y el avance de la región valenciana, os llama y convida al Acto de Afirmación Valencianista que celebraremos en Valencia el 26 de julio, si es que estáis de acuerdo, como no dudamos, dado vuestro probado patriotismo y amor a la región, con las siguientes bases: 1. Oficialidad de la lengua valenciana; 2. Reconcimiento de la personalidad regional; 3. Autonomía administrativa».). Al acto se adhirieron todas las fuerzas políticas valencianas, desde los carlistas y los conservadores hasta los republicanos blasquistas y los «sorianistas». También se sumaron el Grup Regionalista de Alicante y Nostra Terra de Castellón de la Plana. La excepción fue Lo Rat Penat, que no se adhirió.
Durante el acto Miquel Duran leyó una hojas con el programa de la Joventut Valencianista que incluía la reivindicación del uso de la lengua propia «por todos los medios legales»; la puesta en marcha inmediata de un Institut d'Estudis Valencians (siguiendo el ejemplo del Institut d'Estudis Catalans, fundado tres años antes); la superación del régimen provincial mediante la creación de una Mancomunidad Valenciana (tomando como modelo la Mancomunidad de Cataluña, recién creada) y la concesión de un régimen de autonomía administrativa «tan amplia como se pueda obtener», que incluya el reconocimiento de su «gobierno interior»; y la fundación de un periódico «regionalista» y la petición a toda la prensa valenciana de que propagaran «los ideales regionalistas». Algunos meses después comenzaba a publicarse el semanario Pàtria Nova que frente a la España centralista propuso como modelo «una especie de Suiza libre y constituida en una Federación de pequeños Estados, autonómicos en su vida interior».
Los once puntos del programa de Joventut Valencianista aparecieron en la portada de cada uno de los veintitrés números que se publicaron en la primera época de Pàtria Nova:

Volem la oficialitat de la llengua valenciana.
Volem que siguen valencians tots els que'n nòstre Reine desempenyen càrrecs públics, inclosos els governatius i administratius, i els militars que impliquen jurisdicció.

Volem l'autonomía tan ampla com se puga obtindre pera'l municipi i la nacionalitat valenciana.
 Volem el restabliment del dret foral valencià, ab les modificacions que aconsellen els temps.
 Volem el servici militar voluntari i retribuit.
 Volem la instauració del crèdit agrícola en tot el Reine.

Volem Bossa de Treball y Museu social valencians.
 Volem caixes de retiro pera la vellea.
 Volem pensions als pares prolífics i exempció d'alguns impostos.
 Volem l'ensenyança integral gratuita i obligatòria.
 Volem tractats de comers i abaratament de tarifes ferroviàries i marítimes.
Queremos la oficialidad de la lengua valenciana.
 Queremos que sean valencianos todos los que en nuestro Reino desempeñan cargos públicos, incluidos los gubernativos y administrativos, y los militares que impliquen jurisdicción.
 Queremos la autonomía tan amplia como pueda obtenerse para el municipio y la nacionalidad valenciana.
 Queremos el restablecimiento del derecho foral valenciano, con las modificaciones que aconseje el tiempo.
Queremos el servicio militar voluntario y retribuido.
Queremos la instauración del crédito agrícola en todo el Reino.
 Queremos Bolsa de Trabajo y Museo social valencianos.
 Queremos cajas de retiro para la vejez.
 Queremos pensiones a los padres prolíficos y exención de algunos impuestos.
 Queremos la enseñanza integral gratuita y obligatoria.
 Queremos tratados de comercio y abaratamiento de tarifas ferroviarias y marítimas.

Pero el proyecto de Joventut Valencianista no consiguió los apoyos que se esperaban, de lo que se quejaron sus dirigentes en el número 5 de Pàtria Nova publicado el 3 de abril de 1915: «No senten, són de pedra» ('No oyen, son de piedra'). A partir de entonces sus esfuerzos se centraron en denunciar el «ratpenatismo» (Lo Rat Penat, había sido la única entidad que no se había adherido al «Acte d'Afirmació Valencianista») y en boicotear su símbolo máximo, los Jocs Florals, que a diferencia de los de Cataluña tenían un carácter bilingüe y se aceptaban poemas en castellano. El detonante fue la decisión de la entidad de nombrar como mantenedor de los Jocs Florals de ese año a un andaluz. La Joventut Valencianista de Barcelona le escribió una carta sarcástica al presidente de Lo Rat Penat pidiéndole que quitara de los estatutos de la entidad que la lengua oficial era el valenciano y que eliminara el subtítulo de «Societat d'animadors de les glòries valencianes». También que cambiara el nombre de Jocs Florals por el de Juegos Florales. Por otro lado desde las páginas de Pàtria Nova Miquel Duran animaba a los «jóvenes valencianistas» a «acabar con esos Jocs Florals artificiosos, bastardeados, sin aquel espíritu de renaixença patria». «Hemos de protestar con energía y de todas las maneras. Si hemos de pitar pitaremos; si hemos de alzar los puños, los alzaremos...».
En efecto, la celebración de los Jocs Florals fue boicoteada con pitidos, gritos y abucheos en cuanto el mantenedor comenzó su discurso. Fueron detenidos varios miembros de la Joventut Valencianista (Eduard Martínez Ferrando, Miquel Duran, Rafael Trullenque, Manuel Monforte, Romà Barea, Manuel Garcia y Marià Ferrandis i Agulló) y tras estos hechos Pàtria Nova dejó de publicarse (su último número, el 23, llevaba la fecha del 7 de agosto de 1915). Aunque no se conocen los motivos, Alfons Cucó no descarta las presiones del exterior, pero considera que posiblemente la causa del cierre haya que atribuirla «al mismo fracaso de la política de reconciliación nacional emprendida por el grupo y al lógico sentimiento de frustración que derivaba de ello». Constatado el fracaso un sector de la Joventut Valencianista, encabezado por Rafael Trullenque, decidió fundar la Joventut Nacionalista Republicana para intentar atraerse a la fuerza hegemónica en la ciudad de Valencia y su hinterland, el blasquismo, pero fracasaría en su intento de que adoptara los principiosvalencianistas, disolviéndose poco después.
En noviembre de 1918 suscribió junto con la Unió Valencianista Regional, fundada a principios de ese mismo año, la Declaració Valencianista que partía del reconocimiento de la personalidad diferenciada del pueblo valenciano, «caracterizada por la posesión de una lengua propia, por su modalidad racial, por la comunidad de historia y de condiciones económicas». En el segundo punto se proclamaba la «fundamental reivindicación valencianista»: el derecho del pueblo valenciano a «constituir un Estado con el poder de darse a él mismo una constitución» (integrado en «una federación Española o Ibérica», según se establecía en el punto tercero). La Declaración se cerraba con el punto octavo que decía: «El  Estado valenciano podrá mancomunarse, para fines concretos, con otros Estados de la Federación, si lo estima conveniente, conservando íntegra su personalidad».
Entre finales de 1918 y mediados de 1921 se crearon delegaciones en Alicante, Alcoy y Cocentaina, localidades de la provincia de Alicante; en Paterna y en Onteniente, de la provincia de Valencia; y en Artana, Bechí, Benasal, Nules y Ortells, de la de Castellón. Gran parte de esta difusión del valencianismo fuera de la ciudad de Valencia se atribuye a la incansable labor de Vicent Tomàs i Martí (nacido precisamente en Artana y a quien Alfons Cucó considera «uno de los personajes más conscientes y activos de aquellos años»). Por otro lado, en mayo de 1921 apareció una organización valencianista denominada Joventut Nacionalista Obrera, que tuvo una breve existencia y de la que se desconoce si tuvo alguna relación con la Joventut Valencianista, o con la Joventut Republicana Nacionalista, fundada en 1918, sucesora de la Joventut Nacionalista Republicana.
La organización fue ilegalizada durante la Dictadura de Primo de Rivera. En 1992 varios jóvenes provenientes de las Juventudes de Unió Valenciana fundaron una nueva asociación con el mismo nombre.